# لاب تي في
مركز لاب هو مركز عبر الإنترنت حيث يجتمع الأشخاص والمختبرات والمنظمات المشاركة في الأبحاث الطبية معًا لسرد قصصهم. قام مركز لاب بتصوير مئات الباحثين الطبيين في عشرات المؤسسات في جميع أنحاء الولايات المتحدة، بما في ذلك العشرات في المعاهد الوطنية للصحة.

## لمحة تاريخية قصيرة
مركز لاب هي شركة خاصة تأسست عام 2013 على يد رجل الأعمال جاي ووكر. كوسيلة للمساعدة في حث المزيد من الطلاب على التفكير في مهنة في مجال البحث الطبي. في عام 2014، حصل السيد ووكر والمنتج التنفيذي لشركة مركز لاب ديفيد هوفمان على جوائز الابتكار في مهرجان تريبيكا السينمائي لعام 2014 لعمل مركز لاب في حث طلاب الجامعات في جميع أنحاء البلاد على إجراء مقابلات شخصية قصيرة مع المعاهد الوطنية للصحة الممولة الباحثين الطبيين.
كان من بين الفائزين في مسابقة مركز لاب طلاب صانعي الأفلام من جامعة كولومبيا، جامعة ديلاويز، جامعة كورنيل، جامعة هاواي، جامعة بنسلفانيا، جامعة تافتس، جورج جامعة واشنطن، وجامعة فرجينيا، جامعة شيكاغو، وجامعة جورجيا من بين جامعات أخرى. تواصل مركز لاب تصوير الباحثين الطبيين في عشرات الجامعات والمنظمات، بما في ذلك المعاهد الوطنية للصحة وجامعة جورج تاون.